# おひさま〜大切なあなたへ
『おひさま〜大切なあなたへ』（おひさま たいせつなあなたへ）は、平原綾香の26枚目のシングル。2011年6月29日にドリーミュージックから発売された。

## 解説
タイトル曲はNHK連続テレビ小説『おひさま』主題歌。
2011年4月4日から放送されていた『おひさま』のメインテーマは、当初インストゥルメンタルで放送されていた。しかし、曲に関する視聴者の問い合わせが多かったことや、作中での戦後復興と現実における震災復興が重なるといった理由から、メインテーマ作曲者の渡辺俊幸が知り合いである平原に歌唱を打診し、平原がこれを受け入れたことから、『おひさま』の脚本を担当する岡田惠和が自ら作詞を行い、歌詞付きのバージョンが完成した。「おひさま〜大切なあなたへ」の曲名はこの時点で付けられた。連続テレビ小説のメインテーマに途中で歌がつけられるのは、2003年の『てるてる家族』主題歌「ブルースカイ・ブルー」についで2度目である。
リリース後の同年7月16日放送分から、メインテーマは毎週土曜日のみ（最終週は月曜日のみ）歌詞付きのものが放送される形態となった。
本曲のシングルリリースと同じ2011年6月29日に、本曲も収録されている『おひさま』のオリジナルサウンドトラックがリリースされている。

## 収録曲
（全作曲・編曲：渡辺俊幸）
1. おひさま〜大切なあなたへ [5:03]
作詞：岡田惠和
  - NHK連続テレビ小説『おひさま』メインテーマ。
  - 『第62回NHK紅白歌合戦』で本曲を歌唱。
  - 第53回日本レコード大賞で編曲賞（受賞者：渡辺俊幸）を受賞。
2. ヴォカリーズ [3:31]
NHK連続テレビ小説『おひさま』挿入歌。
3. おひさま〜大切なあなたへ 〜Vocal-less Track〜

## 楽曲の収録アルバム
おひさま〜大切なあなたへ
- 『ドキッ!』
- 『10周年記念シングル・コレクション 〜Dear Jupiter〜』
- 『平原綾香ドラマ・映画ワークスセレクション』
- 『15th Anniversary All Singles Collection』
- 『Save Your Life 〜AYAKA HIRAHARA All Time Live Best〜』(2018年のライブ音源を収録)

ヴォカリーズ
- 『ドキッ!』